# Quintino Vargas
Quintino Vargas (Paraopeba, 31 de outubro de 1892 – 19 de agosto de 1949) foi um político, militar, empresário e produtor rural brasileiro de Minas Gerais.

## Biografia
Quintino Vargas nasceu em Paraopeba, na fazenda São Sebastião, filho de Jorge Fernandes Vargas e de Vitalina Correia. Mudaram-se para a sesmaria dos Monteiros, na atual Cordisburgo, pouco tempo após o nascimento. Trabalhou na lavoura e como ajudante de tropeiro, auxiliando o pai, até os 18 anos, quando se mudou para Pirapora. Lá, empregou-se no estabelecimento Nascimento e Irmãos, passando a atuar como tropeiro pelo sertão ao norte de Minas Gerais e Goiás. Após alguns anos, estabeleceu-se em Paracatu, onde adquiriu fazenda, abriu ponto comercial e, em 1919, casou-se com Maria Sóter Gonzaga. Entre 1918 e 1920, inaugurou a primeira companhia de navegação de Paracatu, chegando a contar com três navios vapores.  O êxito econômico permitiu a Quintino Vargas acumular gradualmente capital político.
Com o advento da Revolução de 1930, Washington Luís designou o então senador Antônio Ramos Caiado como interventor de Goiás para executar o estado de sítio. Após serem interceptadas comunicações de Caiado em que se revelava a intenção de invadir o Triângulo Mineiro, Getúlio Vargas resolveu agir, arregimentando forças em Minas Gerais para combater a frente goiana.
O então presidente de Minas Gerais, Olegário Maciel, aliado de Getúlio Vargas, concedeu a Quintino Vargas a patente de coronel, equipamentos e autorização para conscrever soldados. Quintino Vargas formou a Coluna Artur Bernardes e, juntamente a outros batalhões mineiros oriundos de Uberlândia e arredores, marchou por solo goiano até chegar à capital, Goiás. Caiado foi deposto e formou-se junta governativa composta por Mário de Alencastro Caiado, Francisco Emílio Póvoa e Pedro Ludovico Teixeira, sendo o último posteriormente nomeado por Getúlio Vargas como interventor federal, cargo que ocuparia por quinze anos. Maciel chegou a sugerir que Quintino Vargas fosse nomeado interventor de Goiás, o que esse rejeitou, alegando que o estado deveria ser governado por goianos. Quintino Vargas, então, retornou a Paracatu, onde viria a ser indicado como prefeito por Olegário Maciel.
Como prefeito de Paracatu, cargo que exerceu entre 1931 e 1934, Quintino Vargas instalou serviços de abastecimento de água e de energia elétrica, construiu estradas de rodagem e a principal via da cidade, a avenida Nova República, rebatizada avenida Deputado Quintino Vargas pela lei municipal 75, de 18 de novembro de 1949. Inaugurou diversas escolas, a exemplo da  Escola Rural Mista Municipal de Barreiro, em terras de sua propriedade no então distrito de Unaí. 
Com o falecimento de Olegário Maciel e a crescente oposição de Quintino Vargas a Getúlio Vargas, pressões políticas obrigaram-no a retirar-se de Paracatu em 1936, interrompendo seu mandato como vereador. Quintino Vargas retornou a Pirapora e fundou nova companhia de navegação.
Foi eleito deputado estadual por Minas Gerais pela UDN, partido que ajudou a fundar em Minas Gerais, na primeira legislatura da Assembleia Legislativa de Minas Gerais, de 1947 a 1951. Vargas foi substituído por Simão Vianna da Cunha Pereira em dois períodos: de 9 de junho a 5 de dezembro de 1947 e de 13 de maio a 6 de junho de 1949. Após seu falecimento, Vargas foi substituído por José Maria Lobato até o fim do mandato.
Quintino Vargas foi pai do também político Jorge Vargas e tio de José Israel Vargas, além de irmão de José Vargas da Silva.

## Homenagens
Em Pirapora e em João Pinheiro, existem escolas batizadas em homenagem a Vargas. Existem vias com o nome de Quintino Vargas em: Paracatu, Belo Horizonte, Goiânia, Pirapora, Arinos, Vazante e João Pinheiro. Em Cordisburgo, havia estação de trem da EFCB batizada Quintino Vargas, inaugurada em 1949 e atualmente demolida.